# Belsazar Hacquet

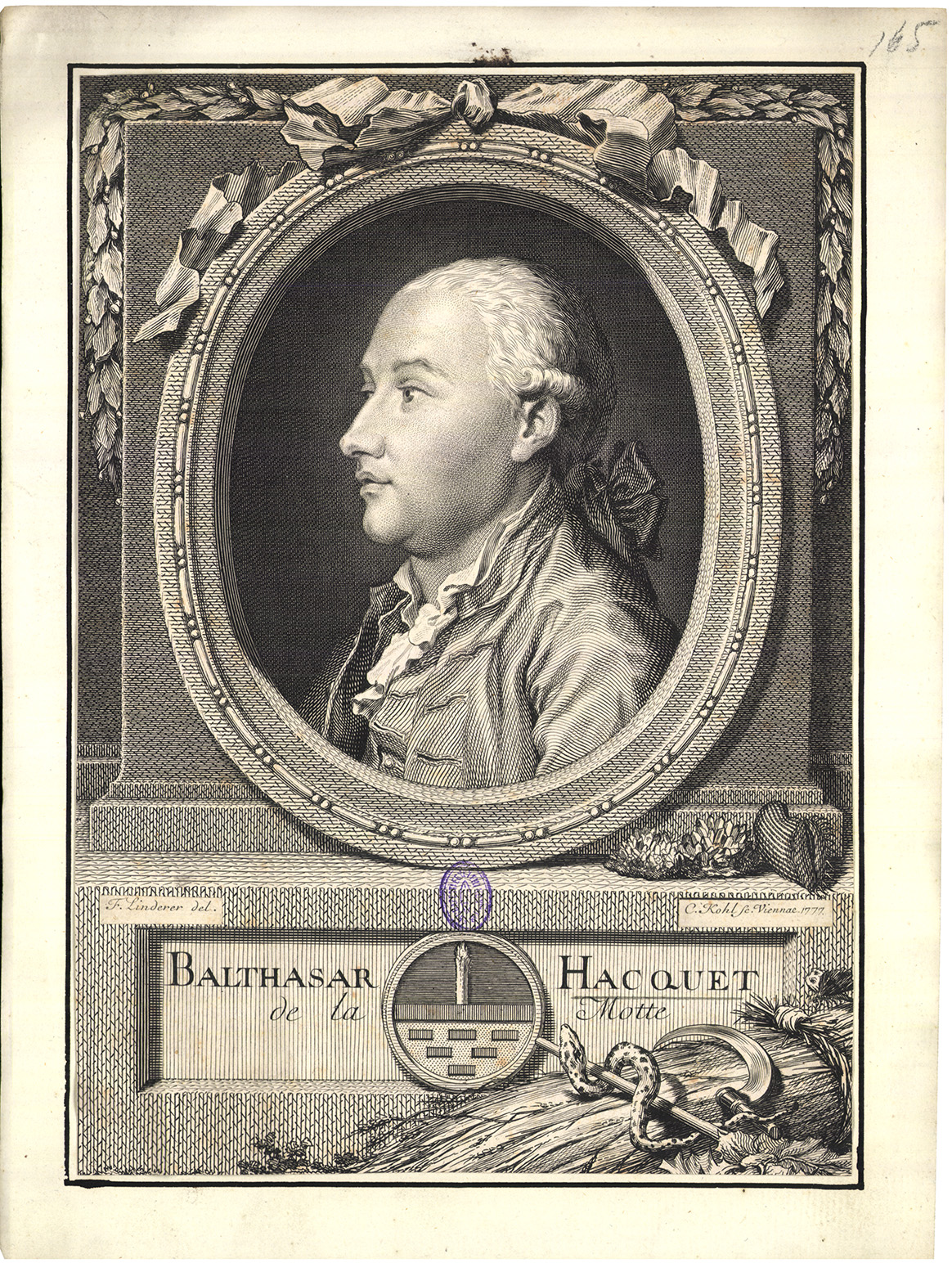
Belsazar Hacquet

Belsazar de la Motte Hacquet, auch Balthasar oder Balthazar Hacquet, (* 1739/1740 in Le Conquet, Bretagne; † 10. Januar 1815 in Wien) war ein vielseitiger Naturwissenschaftler. Sein botanisches Autorenkürzel lautet „Hacq.“

## Leben
Er studierte in Paris, war ab 1773 Professor für Anatomie in Laibach, ab 1787 Professor für Naturgeschichte in Lemberg und ab 1805 für Chemie und Botanik in Krakau. Im Jahr 1777 wurde er zum Mitglied der Leopoldina und 1787 zum korrespondierenden Mitglied der Göttinger Akademie der Wissenschaften gewählt.
Er versuchte während seiner Zeit in Laibach die Erstbesteigung des Triglav – wenn er auch den Gipfel nicht selbst erreichte, so unterstützte er doch die Mannschaft der Erstbesteiger – und gilt als einer der ersten Alpinisten.
Er gebrauchte dazu auf Fels schon Kletterschuhe, nämlich Sandalen aus Stricken.

## Ehrungen
Nach ihm benannt ist die Gattung Hacquetia aus der Pflanzenfamilie der Doldenblütler (Apiaceae).